# Giải đua ô tô Công thức 1 Canada 2006
Giải đua ô tô Công thức 1 Canada năm 2006 là chặng đua thứ chín của giải vô địch thế giới Công thức 1 năm 2006. Giải được tổ chức vào ngày 25 tháng 6 năm 2006.

## Xếp hạng chi tiết
| TT      | Tên                  | Đội đua                | Thời gian            | Điểm |
| 1       | Fernando Alonso      | Renault F1             | 1 giờ 34 phút 37,308 | 10   |
| 2       | Michael Schumacher   | Ferrari F1             | +2,1                 | 8    |
| 3       | Kimi Räikkönen       | McLaren-Mercedes       | +8,8                 | 6    |
| 4       | Giancarlo Fisichella | Renault F1             | +15,6                | 5    |
| 5       | Felipe Massa         | Ferrari F1             | +25,1                | 4    |
| 6       | Jarno Trulli         | Toyota                 | +1 vòng              | 3    |
| 7       | Nick Heidfeld        | BMW F1                 | +1 vòng              | 2    |
| 8       | David Coulthard      | Red Bull-Ferrari       | +1 vòng              | 1    |
| 9       | Jenson Button        | BAR Honda F1           | +1 vòng              |      |
| 10      | Scott Speed          | Scuderia Toro Rosso F1 | +1 vòng              |      |
| 11      | Christian Klien      | Red Bull-Ferrari       | +1 vòng              |      |
| 12      | Mark Webber          | Williams F1            | +1 vòng              |      |
| 13      | Vitantonio Liuzzi    | Scuderia Toro Rosso F1 | +2 vòng              |      |
| 14      | Tiago Monteiro       | Midland F1             | +4 vòng              |      |
| 15      | Takuma Sato          | Super Aguri-Honda      |                      |      |
| bỏ cuộc | Jacques Villeneuve   | BMW F1                 |                      |      |
| bỏ cuộc | Ralf Schumacher      | Toyota                 | Retired              |      |
| bỏ cuộc | Juan Pablo Montoya   | McLaren-Mercedes       |                      |      |
| bỏ cuộc | Rubens Barrichello   | BAR Honda F1           |                      |      |
| bỏ cuộc | Franck Montagny      | Super Aguri-Honda      |                      |      |
| bỏ cuộc | Nico Rosberg         | Williams F1            |                      |      |
| bỏ cuộc | Christijan Albers    | Midland F1             |                      |      |